# Richard Robinson, 1. Baron Rokeby

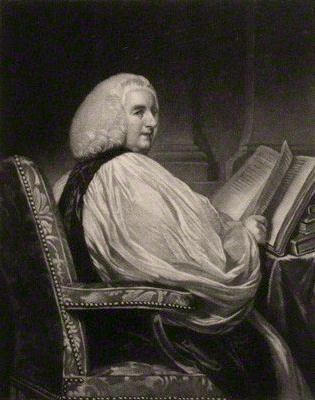
Richard Robinson

Richard Robinson, 1. Baron Rokeby (* 1708 oder 1709; † 10. Oktober 1794 in Clifton) war anglikanischer Erzbischof von Armagh.
Richard Robinson besuchte von 1720 bis 1726 das Westminster College in London und danach das Christ Church College der Oxford University. Er wirkte als Kaplan des Erzbischofs von York und 1751 des Duke of Dorset, Lord Lieutenant of Ireland. Robinson war 1761 Dekan der Christ Church in Dublin. Von 1765 bis 1791 war er Lord Almoner und Vizekanzler der Universität Dublin, Bischof von Leighlin und Ferns und von Kildare sowie von 1765 bis 1794 Erzbischof von Armagh und Primas von ganz Irland. 1777 wurde ihm der erbliche irische Adelstitel Baron Rokeby, of Armagh in the County of Armagh, verliehen. 1785 erbte er zudem von seinem älteren Bruder William auch den fortan nachgeordneten Titel 3. Baronet, of Rokeby Park in the County of York, der 1730 seinem ältesten Bruder Thomas († 1777) verliehen worden war. Kurz nach Gründung des Order of Saint Patrick, 1783, erwirkte er, das ihm das Amt des Prälaten dieses Ordens verliehen wurde. 
1790 gründete er das Armagh Observatory.

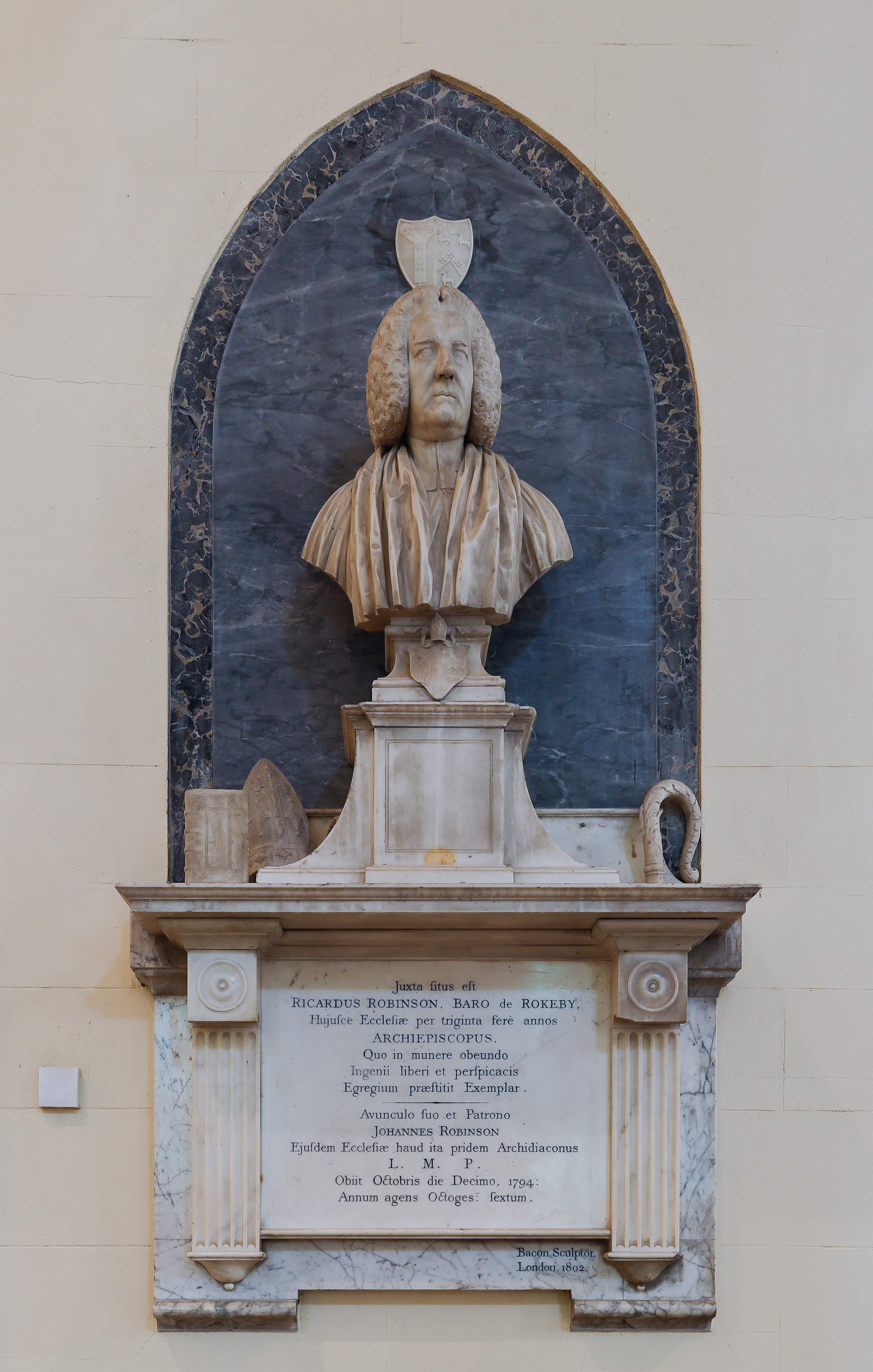
1802 installiertes Denkmal zu Ehren von Robinson im südlichen Querschiff seiner Kathedrale in Armagh

Robinson liegt im Grabgewölbe der St Patrick’s Cathedral in Armagh begraben.
Seine Adelstitel erbte aufgrund einer besonderen Erbregelung sein Vetter dritten Grades Matthew Robinson-Morris, 2. Baron Rokeby (1713–1800).